# Dalida idéale
Dalida idéale è un album video della cantante italo-francese Dalida, pubblicato nel 1984 da René Chateau Vidéo.
Questo VHS raccoglie l'intero spettacolo televisivo creato per Dalida da Jean-Christophe Averty nel 1984. 
In questo show Dalida balla e interpreta molteplici brani del suo repertorio, in sei lingue diverse: francese, inglese, arabo, italiano, tedesco e spagnolo.
Per ogni brano, Dalida indossa un vestito diverso.
La cassetta venne anche riedita nel 1993.

## Tracce
1. Dalida idéale